# 肌中央軸空病

肌中央軸空病有常染色體顯性遺傳模式.

肌中央軸空病(central core disease (CCD)、central core myopathy)是一種體染色體顯性遺傳病，於1956年發現 。其會導致先天性肌肉病變，導致骨骼肌無法正常收縮，肌肉無力。在顯微鏡下可見肌肉纖維中可發現有肌原纖維結構破壞的組成。
病徵包括肩膀、大腿及腎部的肌肉乏力，容易出現肌肉疼痛及疲勞。這可進一步導致斜視、扁平足等肌肉乏力的衍生問題。大多數患者都於嬰幼兒時間發病。
其在全球的發生率約為未明。本病暫時沒有藥物可用。
遺傳方面，其遺傳方式為散發性發生，但有一些為體染色體顯性遺傳模式。